# Thomas Kurvers
Thomas James Kurvers, dit Tom Kurvers, (né le 14 octobre 1962 à Minneapolis dans l'État du Minnesota aux États-Unis et mort le 21 juin 2021 à Saint Paul (Minnesota)) est un joueur professionnel américain de hockey sur glace. Il évoluait au poste de défenseur.

## Biographie
Il a joué au niveau universitaire avec l'équipe des Bulldogs de l'Université de Minnesota-Duluth durant quatre saisons, de 1980 à 1984. Alors qu'il a complété sa première saison à l'université, il est choisi par les Canadiens de Montréal en 145e position, septième tour, du repêchage d'entrée dans la LNH 1981. À sa dernière saison, il réalise un total de 76 points (18 buts et 56 aides) en 43 parties et se voit remettre le trophée Hobey Baker, remis au meilleur joueur de hockey universitaire de la NCAA.
Il joue sa première saison professionnelle en 1984-1985 dans la Ligue nationale de hockey avec les Canadiens et réalise 45 points en 75 parties lors de sa saison recrue. Après deux saisons complètes à Montréal, il est échangé lors de la saison 1986-1987 aux Sabres de Buffalo contre un choix de repêchage. Au terme de la saison, il passe aux Devils du New Jersey. Il réalise sa meilleure saison offensive avec cette équipe en 1988-1989 avec 16 buts et 50 aides pour 66 points.
Après un match au début de la saison 1989-1990, il est échangé aux Maple Leafs de Toronto contre un choix de premier tour au repêchage de 1991, choix qui s'avère être Scott Niedermayer, puis change une nouvelle fois d'équipe la saison suivante en étant échangé aux Canucks de Vancouver. Il fait par la suite des passages avec les Islanders de New York puis les Mighty Ducks d'Anaheim. Il joue sa dernière saison professionnelle au Japon.
Durant sa carrière dans la LNH, Kurvers n'est jamais parvenu à s'établir à long terme avec une équipe et a joué pour sept équipes en onze saisons, en plus d'être impliqué dans pas moins de sept transactions.
En 1998, il rejoint les Coyotes de Phoenix à titre de recruteur et occupe ce poste durant sept saisons avant d'être promu de directeur du personnel des joueurs en 2005. En 2008, il quitte les Coyotes après avoir reçu un poste d'adjoint au directeur général du Lightning de Tampa Bay. Trois ans plus tard, il change de poste avec le Lightning pour celui de conseiller sénior au directeur général.
Il meurt le 21 juin 2021 des suites d'un cancer du poumon.

## Statistiques

### En club
| Saison     | Équipe                         | Ligue      |     | Saison régulière | Saison régulière | Saison régulière | Saison régulière | Saison régulière |   | Séries éliminatoires | Séries éliminatoires | Séries éliminatoires | Séries éliminatoires | Séries éliminatoires |
| Saison     | Équipe                         | Ligue      | PJ  | B                | A                | Pts              | Pun              | PJ               | B | A                    | Pts                  | Pun                  |                      |                      |
| 1980-1981  | Université de Minnesota-Duluth | WCHA       | 39  | 6                | 24               | 30               | 48               | -                | - | -                    | -                    | -                    |                      |                      |
| 1981-1982  | Université de Minnesota-Duluth | WCHA       | 37  | 11               | 31               | 42               | 18               | -                | - | -                    | -                    | -                    |                      |                      |
| 1982-1983  | Université de Minnesota-Duluth | WCHA       | 45  | 8                | 36               | 44               | 42               | -                | - | -                    | -                    | -                    |                      |                      |
| 1983-1984  | Université de Minnesota-Duluth | WCHA       | 43  | 18               | 58               | 76               | 46               | -                | - | -                    | -                    | -                    |                      |                      |
| 1984-1985  | Canadiens de Montréal          | LNH        | 75  | 10               | 35               | 45               | 30               | 12               | 0 | 6                    | 6                    | 6                    |                      |                      |
| 1985-1986  | Canadiens de Montréal          | LNH        | 62  | 7                | 23               | 30               | 36               | -                | - | -                    | -                    | -                    |                      |                      |
| 1986-1987  | Canadiens de Montréal          | LNH        | 1   | 0                | 0                | 0                | 2                | -                | - | -                    | -                    | -                    |                      |                      |
| 1986-1987  | Sabres de Buffalo              | LNH        | 55  | 6                | 17               | 23               | 22               | -                | - | -                    | -                    | -                    |                      |                      |
| 1987-1988  | Devils du New Jersey           | LNH        | 56  | 5                | 29               | 34               | 46               | 19               | 6 | 9                    | 15                   | 38                   |                      |                      |
| 1988-1989  | Devils du New Jersey           | LNH        | 74  | 16               | 50               | 66               | 38               | -                | - | -                    | -                    | -                    |                      |                      |
| 1989-1990  | Devils du New Jersey           | LNH        | 1   | 0                | 0                | 0                | 0                | -                | - | -                    | -                    | -                    |                      |                      |
| 1989-1990  | Maple Leafs de Toronto         | LNH        | 70  | 15               | 37               | 52               | 29               | 5                | 0 | 3                    | 3                    | 4                    |                      |                      |
| 1990-1991  | Maple Leafs de Toronto         | LNH        | 19  | 0                | 3                | 3                | 8                | -                | - | -                    | -                    | -                    |                      |                      |
| 1990-1991  | Canucks de Vancouver           | LNH        | 32  | 4                | 23               | 27               | 20               | 6                | 2 | 2                    | 4                    | 12                   |                      |                      |
| 1991-1992  | Islanders de New York          | LNH        | 74  | 9                | 47               | 56               | 30               | -                | - | -                    | -                    | -                    |                      |                      |
| 1992-1993  | Islanders de New York          | LNH        | 52  | 8                | 30               | 38               | 38               | 12               | 0 | 2                    | 2                    | 6                    |                      |                      |
| 1992-1993  | Islanders de Capital District  | LAH        | 7   | 3                | 4                | 7                | 8                | -                | - | -                    | -                    | -                    |                      |                      |
| 1993-1994  | Islanders de New York          | LNH        | 66  | 9                | 31               | 40               | 47               | 3                | 0 | 0                    | 0                    | 2                    |                      |                      |
| 1994-1995  | Mighty Ducks d'Anaheim         | LNH        | 22  | 4                | 3                | 7                | 6                | -                | - | -                    | -                    | -                    |                      |                      |
| 1995-1996  | Seibu-Tetsudo Tokyo            | Japon      | 20  | 18               | 34               | 52               | -                |                  |   |                      |                      |                      |                      |                      |
| Totaux LNH | Totaux LNH                     | Totaux LNH | 659 | 93               | 328              | 421              | 352              | 57               | 8 | 22                   | 30                   | 68                   |                      |                      |

### En équipe nationale
| Année | Compétition                 |    | PJ | B | A | Pts | Pun      |  | Résultat |
| 1982  | Championnat du monde junior | 7  | 3  | 3 | 6 | 16  | 6e place |  |          |
| 1987  | Championnat du monde        | 10 | 3  | 1 | 4 | 11  | 7e place |  |          |
| 1989  | Championnat du monde        | 10 | 2  | 2 | 4 | 8   | 6e place |  |          |

## Trophées et honneurs personnels
- 1983-1984 :
  - nommé joueur de l'année dans la WCHA.
  - nommé dans la première équipe d'étoiles de la WCHA.
  - nommé dans la première équipe d'étoiles de la région ouest de la NCAA.
  - remporte le trophée Hobey Baker du meilleur joueur de la NCAA.
- 1985-1986 : champion de la Coupe Stanley avec les Canadiens de Montréal.

## Transactions en carrière
- 1981 : repêché par les Canadiens de Montréal au septième tour, 145e rang au total.
- 18 novembre 1986 : échangé par les Canadiens aux Sabres de Buffalo contre un choix de deuxième tour au repêchage de 1988 (Martin Saint-Amour).
- 13 juin 1987 : échangé par les Sabres aux Devils du New Jersey contre un choix de troisième tour au repêchage de 1987 (précédemment acquis de Détroit, les Sabres sélectionnent Andrew MacVicar).
- 16 octobre 1989 : échangé par les Devils aux Maple Leafs de Toronto contre un choix de premier tour au repêchage de 1991 (Scott Niedermayer).
- 12 janvier 1991 : échangé par les Maple Leafs aux Canucks de Vancouver contre Brian Bradley.
- 22 juin 1991 : échangé par les Canucks aux North Stars du Minnesota contre Dave Babych.
- 22 juin 1991 : échangé par les North Stars aux Islanders de New York contre Craig Ludwig.
- 29 juin 1994 : échangé par les Islanders aux Mighty Ducks d'Anaheim contre Troy Loney.